# Catarina de Áustria, Rainha da Polónia
Catarina (em alemão:  Katharina von Habsburg, em italiano:  Catherina d’Austria; em polonês/polaco:  Katarzyna Habsburżanka; Viena, 15 ou 25 de setembro de 1533 – Linz, 28 de fevereiro de 1572) foi uma dos quinze filhos do imperador romano Fernando I e Ana da Boêmia e Hungria. Em 1553, ela se casou com o rei polonês Sigismundo II Augusto e se tornou rainha consorte da Polônia e grã-duquesa consorte da Lituânia. O casamento deles não foi feliz e eles não tiveram filhos juntos. Após um provável aborto espontâneo em 1554 e um surto de doença em 1558, Sigismundo tornou-se cada vez mais distante. Ele tentou, mas não conseguiu, obter o divórcio do papa. Em 1565, Catarina retornou à Áustria e viveu em Linz até sua morte. Sigismundo morreu poucos meses depois dela, trazendo a linhagem masculina da dinastia Jagiellon ao seu fim. A dinastia continuaria, estritamente falando, por mais um reinado: o da irmã de Sigismundo Augusto, Ana Jagiellon, que foi coroada com o título masculino de Rex Polonia.
Em 1549 casou com o duque de Mântua Francisco III, mas logo ficou viúva. Casou em segundas núpcias, em 1553, com Sigismundo II Augusto da Polônia, rei da Polónia, casamento que nem foi feliz nem teve descendência. Em 1565, Catarina regressou à Áustria vivendo em Linz onde faleceu em 1572. Sigismundo morreu poucos meses depois, pondo fim à dinastia Jagelão.

## Biografia

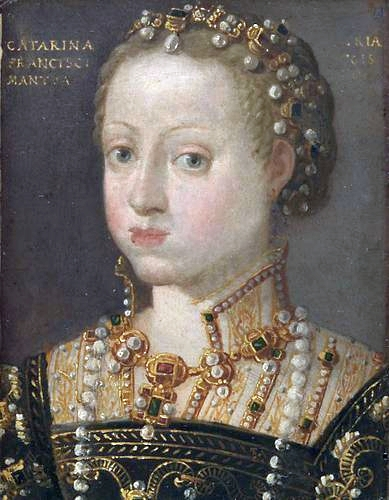
Catarina quando criança. Retrato localizado no Museu de História da Arte em Viena.

Catarina era uma das 15 crianças nascidas do casamento do imperador Fernando I de Habsburgo e de Ana Jagelão. Passou a sua infância em Hofburg, recebendo uma educação baseada na disciplina e religião. Para além da sua língua materna (o alemão), ela aprendeu latim e italiano.

## Duquesa de Mântua
Em 17 de março de 1543, Catarina foi prometida a Francisco III Gonzaga, Duque de Mântua e Marquês de Monferrato. Esta aliança refletia os desejos de seu pai de fortalecer a influência dos Habsburgos contra a França no norte de Itália, particularmente na Lombardia.
Quer Catarina quer Francisco tinham, respetivamente 9 e 10 anos, nessa altura. O casamento realizou-se 6 anos mais tarde, em 22 de outubro de 1549, sendo então acompanhada por seu irmão mais velho, o arquiduque Fernando II da Áustria, de Innsbruck para Mântua. O seu dote foi de 100 000 florins renanos.
O casamento durou apenas 4 meses uma vez que Francisco III morreu afogado no Lago Como em 21 de fevereiro de 1550. A viúva regressou a Innsbruck e, desde logo, os Habsburgos defenderam a ideia da não consumação do casamento para aumentar as possibilidades de Catarina ter um vantajoso segundo casamento.

## Rainha da Polónia

### Casamento

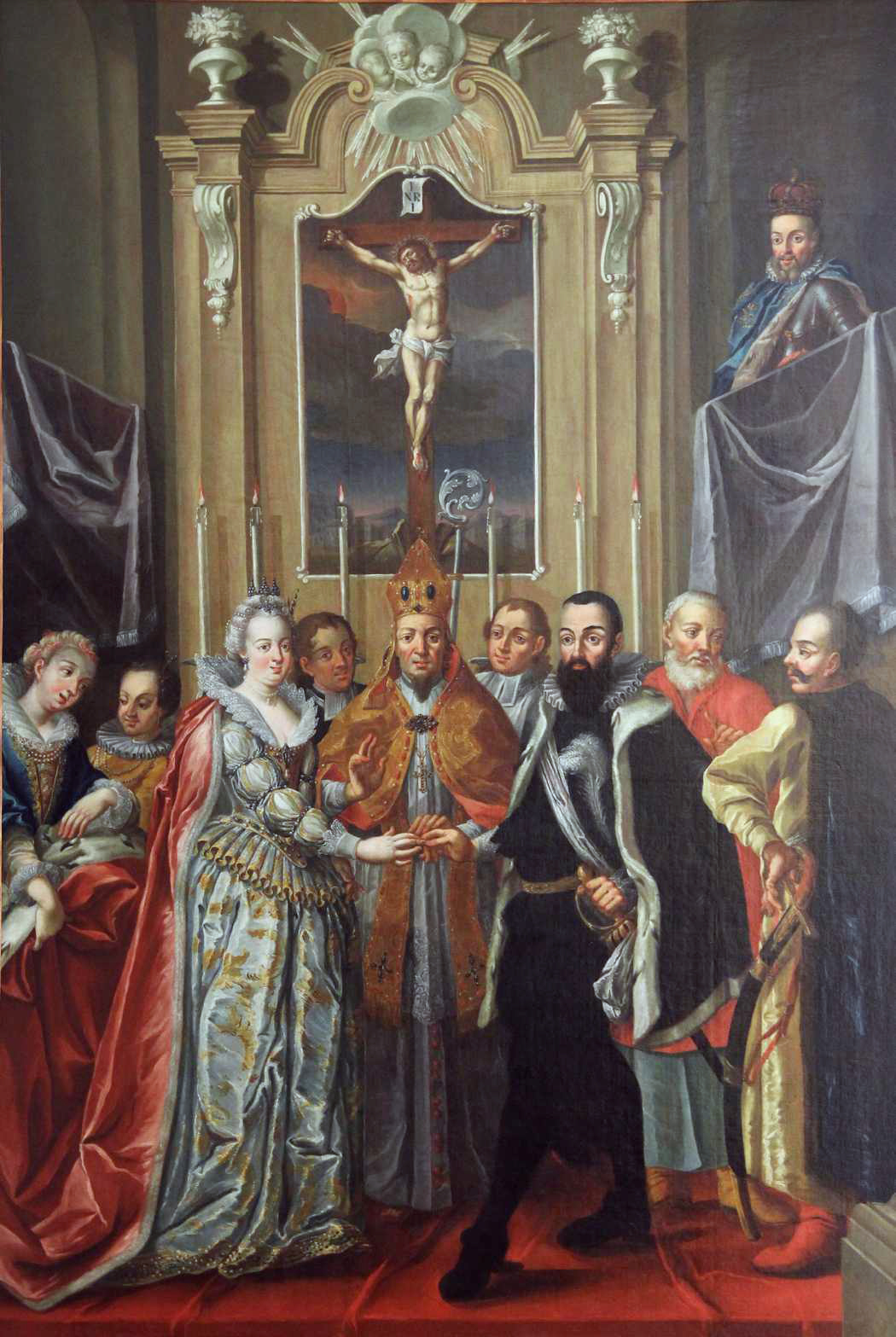
Casamento por procuração de Catarina, em que o noivo era representado por Mikołaj, o Radziwiłł negro (quadro de 1752–1759).

Em maio de 1551, após a morte da sua escandalosa mulher, Bárbara Radziwill, o rei Sigismundo II Augusto estava viúvo e o imperador Fernando I de Habsburgo, propôs-lhe o casamento com sua filha Catarina para criar na corte Polaca um sentimento pró-Habsburg, tentando evitar o apoio polaco à irmã de Sigismundo Isabel Jagelão e ao seu filho João Sigismundo Zápolya na disputa sucessória no Reino da Hungria.
Nem Catarina nem Sigismundo queriam este casamento. Catarina culpava Segismundo por ter maltratado a sua primeira mulher Isabel de Áustria (irmã mais velha de Catarina), causando-lhe a morte prematura. Segismundo temia que Catarina fosse tão pouco atraente tal como a irmã e com uma saúde também frágil. Contudo, os Habsburgos ameaçavam criar uma aliança anti-polaca com o Czar da Rússia.
Assim, quando o rei polaco enviou Mikołaj, o Radziwill negro, à corte do imperador Fernando I (início de 1553) tentando persuadi-lo a parar com o apoio ao Czar Ivan IV, o terrível. o imperador convenceu-o das vantagens do casamento entre Catarina e Segismundo e Radziwill escreveu entusiásticas cartas ao seu rei, que acabou por ceder dando o seu consentimento em 10 de abril de 1553.
Radziwill tinha ordens para prosseguir e auscultar as possibilidades de casamento com Mechthild da Baviera ou com umas das filhas de Hércules II d'Este, Duque de Ferrara, mas a sua viagem acabou ali. A dispensa papal (os noivos eram primos co-irmãos) foi recebida em  20 de maio e o tratado de casamento assinado em 23 de junho. No mesmo dia, realizou-se o casamento por procuração, realizando-se a cerimónia presencial em 30 de julho. As celebrações duraram 10 dias e o dote de Catarina foram 100 000 florins bem como 500 Grzywnas de prata, 48 valiosos vestidos, e cerca de 800 joias.

### A vida com Segismundo

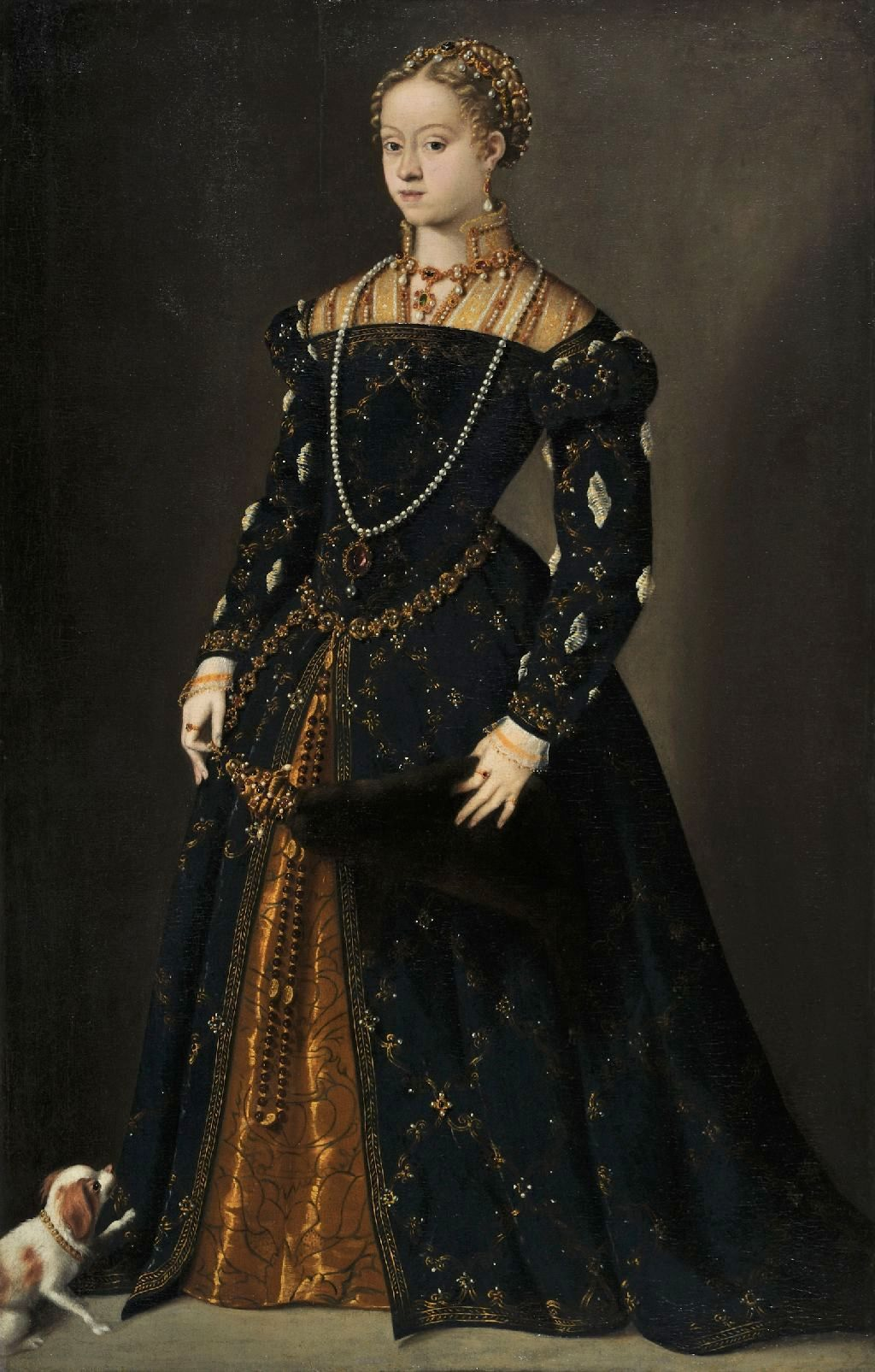
Retrato de Catarina em jovem (Ticiano, entre 1548 e 1549)

Catarina falava italiano podendo, por isso, comunicar com a rainha-mãe Bona Sforza e sua família Era ambiciosa e tentou ganhar influência política na corte Polaca o que causou desconforto mas, pelo menos no início, Segismundo respeitou a mulher, até porque precisava dum herdeiro e conhecia as críticas à forma como tratara a sua primeira mulher Isabel de Habsburgo. Em fevereiro de 1554, o casal real separou-se pela primeira vez para que Sigismundo participasse numa reunião geral do Sejm, em Lublin. O secretário real informa que a rainha estava muito perturbada pela separação e não parava de chorar. Quando Segismundo visitou a sua mulher em 9 e 10 de abril, Catarina informou-o que estava grávida. No final de abril o casal real viajou para a Lituânia e em 25 de maio chegaram a Vilnius onde Catarina viveu nove anos, quase sem interrupções. Não está claro se tratou de um aborto, de uma falsa gravidez, ou de uma invenção, mas o facto é que não ocorreu qualquer nascimento.
Apesar de alguma distância, o casamento continuou por mais alguns anos. Catarina acompanhou o marido ao Sejm geral na primavera de 1555 e ao casamento por procuração de Sofia Jagelão com Henrique V, Duque de Brunswick-Lüneburgo, em 1556. Também continuou a mediar os assuntos entre o pai e o marido, mantendo uma correspondência frequente com Alberto, Duque da Prússia,sendo conhecida pelas suas ideias favoráveis ao Protestantismo. O seu dote foi pago pelo pai no final de 1555 ou no início de 1556, pelo que, em 19 de janeiro de 1556, recebeu as cidades de Wiślica, Żarnów, Radom, Nowy Korczyn, Kozienice, Chęciny, e Radoszyce.
Na primavera de 1556, a rainha-mãe, Bona Sforza, regressou à Itália natal e as suas duas filhas (ainda solteiras), Ana Jagelão e Catarina Jagelão, mudaram-se para Vilnius tornando-se próximas de Catarina. No Verão de 1558, a família real regressou à Polónia. Em outubro, Catarina ficou gravemente doente, desconhecendo-se a razão uma vez que ela não permitia a presença de médicos polacos. Quando o pai enviou médicos austríacos, estes apenas diagnosticaram febres altas e arrepios de frio e só na Primavera de 1559 é que melhorou. A total recuperação foi interrompida por frequentes viagens no Verão de 1559 para evitar o surto de peste. Catarina regressou a Vilnius apenas no início de 1560 e adoeceu de novo. Segismundo estava convencido que se tratava de epilepsia, a mesma doença que atormentou a sua primeira mulher, irmã de Catarina, e tornou-se muito distante.

### Casamento falhado
Em outubro de 1562, no casamento de Catarina Jagelão com João, duque da Finlândia, o casal viu-se um ao outro pela última vez. Sigismundo, já com 40 anos, pretendia a anulação do casamento uma vez que ansiava por um quarto casamento que lhe assegurasse um herdeiro varão. Em janeiro de 1565, Sigismundo queixou-se ao núncio papal Giovanni Francesco Commendone que o casamento era pecaminoso dado que Catarina era irmã da sua primeira mulher, que ela odiava a Polónia, que causara o malogro da gravidez em 1554 e que ele sentia repulsa física pela mulher dado a sua epilepsia. Mas a influência dos Habsburgos impedia o Papa Pio IV em autorizar o divórcio.
Em julho de 1564, o imperador Fernando I de Habsburgo, morreu sendo sucedido por seu filho  Maximilian II que pretendia reconciliar o casal ou, se tal falhasse, obter autorização de Segismundo para que Catarina deixasse a Polónia. Inicialmente ele recusou com receio que isso aumentasse o sentimento anti-polaco na corte dos Habsburgos, mas acabou por mudar de ideias pois acreditava que a partida de Catarina facilitasse o divórcio. Numa carta dirigida a Alberto, Duque da Prússia, um dia antes da sua partida, Catarina manifestava a sua vontade de, um dia, regressar à Polónia.

## Saída da Polónia e Morte
Catarina não foi bem recebida em Viena, uma vez que foi culpada pelo falhanço do casamento. O imperador Maximiliano II pretendia encontrar-se pessoalmente com Sigismundo para discutir a questão, mas este recusou – viver com Catarina estava fora de causa, afirmando que se converteria em monge se isso significasse que se livraria de Catarina. Sigismundo nunca especificou onde Catarina viveria caso regressasse à Polónia.
Em junho de 1567, Catarina adoeceu gravemente com o que os médicos chamaram de melancolia. Em outubro, após recuperar, mudou-se para Linz onde viveu como uma viúva os cinco últimos anos da sua vida. Recebia anualmente de Segismundo 28 000 florins para a sua corte de mais de 50 pessoas, e era visitada pela sua família. Estudava a Bíblia e outros trabalhos teológicos, e montou um jardim de ervas medicinais a partir das quais produzia diversos remédios. Aparentemente, pretendia ainda regressar à Polónia: ela terá pedido ao núncio Giovanni Francesco Commendone quando ele por duas vezes a visitou escrevendo também cartas a seu marido. No seu testamento, pedia perdão ao seu marido deixando-lhe todas as joias que recebera dele. A maior parte do dinheiro foi deixada para caridade.
Catarina morreu em 28 de fevereiro de 1572 sendo sepultada na capela do castelo. Quando  o imperador Rodolfo II, ordenou a reconstrução do castelo, o seu corpo foi transferido para o Mosteiro de St. Florian, em 22 de setembro de 1599. Um funeral solene foi organizado pelo Imperador Matias em 22 de setembro de 1614.